# Garcorops paulyi
Garcorops paulyi là một loài nhện trong họ Selenopidae.
Loài này thuộc chi Garcorops. Garcorops paulyi được J. A. Corronca miêu tả năm 2003.